# Evanston (Wyoming)
Evanston é uma cidade localizada no estado norte-americano de Wyoming, no Condado de Uinta.

## Demografia
Segundo o censo norte-americano de 2010, a sua população era de 12359 habitantes.
Em 2006, foi estimada uma população de 11.567,).

## Geografia
De acordo com o United States Census Bureau tem uma área de
26,6 km², dos quais 26,5 km² cobertos por terra e 0,1 km² cobertos por água.

## Localidades na vizinhança
O diagrama seguinte representa as localidades num raio de 56 km ao redor de Evanston.